# 2014年ソチオリンピックのバミューダ選手団
2014年ソチオリンピックのバミューダ選手団（2014ねんソチオリンピックのバミューダせんしゅだん）は、2014年2月7日から23日までロシアのソチで開催された2014年ソチオリンピックバミューダ選手団の名簿。

## 選手団
- 人員: 選手 1人
- 開会式旗手: トゥッカー・マーフィー

開会式の選手入場の際、ケイマン諸島と共に、バミューダパンツで行進した。

## クロスカントリースキー
- トゥッカー・マーフィー

男子15kmクラシカル (84位、49:19.9)